# Koitzsch
Koitzsch (obersorbisch Chojny) ist ein Ortsteil der Gemeinde Neukirch im Landkreis Bautzen in Sachsen. Der Ort gehört der Verwaltungsgemeinschaft Königsbrück an und war bis zum 1. Januar 1999 eine eigenständige Gemeinde.

## Lage
Koitzsch liegt in der Königsbrücker Heide, rund zehn Kilometer westlich von Kamenz und 30 Kilometer nordöstlich von Dresden. Umliegende Ortschaften sind Neukirch im Norden, Petershain und Schwosdorf im Osten, Häslich im Südosten, Reichenau im Süden, Königsbrück im Westen und Weißbach im Nordwesten.
Koitzsch liegt an der Staatsstraße 100. Die Bundesstraße 97 zwischen Dresden und Hoyerswerda liegt rund vier Kilometer westlich von Koitzsch.

## Geschichte
Erstmals urkundlich erwähnt wurde das Straßenangerdorf Koitzsch im Jahr 1439 unter dem Namen Kayetz. 1453 wurde der Ort Coyacz als Rittersitz genannt, 1646 war das Dorf dem Rittergut Koitzsch unterstellt. 1658 wurde der Ort erstmals unter seinem heutigen Namen genannt, auch die Bezeichnung Kotzschdorff war damals gebräuchlich. Kirchlich gehörte Koitzsch im Mittelalter zu Neukirch und später zu Schmorkau, die römisch-katholischen Einwohner von Koitzsch waren im 19. Jahrhundert nach Spittel eingepfarrt.
Bis 1875 wurde Koitzsch vom Gerichtsamt Königsbrück verwaltet, der schließlich mit den Gerichtsamtsbezirken Kamenz und Pulsnitz zur Amtshauptmannschaft Kamenz fusionierte. Aus dieser wurde 1939 schließlich der Landkreis Kamenz gebildet. Vom 25. Juli 1952 bis zur Deutschen Wiedervereinigung gehörte die Gemeinde zum Kreis Kamenz im DDR-Bezirk Dresden und im Anschluss zum als Nachfolger bestehenden Landkreis Kamenz. Am 1. Januar 1996 wurde Koitzsch im Rahmen einer Gemeindegebietsreform Teil des neuen Landkreises Westlausitz-Dresdner Land, der drei Monate später in Landkreis Kamenz umbenannt wurde.
Am 1. Januar 1999 wurde Koitzsch nach Neukirch eingemeindet. Seit August 2008 gehört der Ort zum Landkreis Bautzen.

## Bevölkerung
Die Bevölkerung des Dorfes Koitzsch bestand im Jahr 1777 aus vier besessenen Mann, acht Gärtnern und zehn Häuslern. 1834 zählte man 136 Einwohner, diese Zahl stieg bis 1871 auf 155. 1890 hatte der Koitzsch 125 Einwohner, 20 Jahre später waren es wieder 176 Einwohner. Bis 1939 stieg die Einwohnerzahl weiter auf 229 an, nach dem Ende des Zweiten Weltkrieges hatte Koitzsch, auch bedingt durch den Zuzug von Vertriebenen aus den deutschen Ostgebieten, 276 Einwohner. Bei der Volkszählung von 1925 wurden 185 evangelisch-lutherische und zehn katholische Einwohner registriert. Im Jahr der Wiedervereinigung hatte Koitzsch 308 Einwohner.